# Péaule
Péaule (bretonisch Pleaol) ist eine französische Gemeinde mit 2.856 Einwohnern (Stand 1. Januar 2022) im Département Morbihan in der Region Bretagne.

## Geografie
Péaule liegt etwa 32 Kilometer östlich von Vannes im Südosten des Départements. Der Fluss Vilaine bildet teilweise die östliche Gemeindegrenze. Hier verläuft auch der dessen Nebenfluss Trévelo, der jedoch unter dem Namen Étier in die Vilaine mündet.

## Geschichte
Überreste eines römischen Lagers aus gallo-römischer Zeit, Mahlsteine und weitere Relikte aus dieser Zeit belegen eine frühe Besiedlung. Die Urkundensammlung der Abtei Redon erwähnte den Ort im Jahr 876. Péaule war Sitz eines Verwalters (Rektors) über 15 ländliche Kirchgemeinden und gehörte im Mittelalter zur Grafschaft Rochefort. Im Jahr 1677 war René Eustache de Lys Herr des Lehens, zu dem die Gemeinde gehörte. Nach der Französischen Revolution, von 1790 bis 1801, war Péaule Hauptort eines Kantons. Im Juli 1795 wurden in Quiberon 22 Einwohner Péaules wegen Teilnahme am Aufstand der Chouans hingerichtet.

## Bevölkerungsentwicklung
| Jahr      | 1962 | 1968 | 1975 | 1982 | 1990 | 1999 | 2006 | 2012 | 2019 |
| Einwohner | 2034 | 1943 | 1917 | 2138 | 2188 | 2206 | 2426 | 2503 | 2712 |

## Sehenswürdigkeiten
- Altes Dekanat (15.–17. Jahrhundert), Monument historique
- Kirche Saint-Gaudence, auch Saint-Gaudens (aus dem 16.–20. Jahrhundert); Apsis 16. Jahrhundert, Kirchturm von 1911
- Kapelle Saint-Cornély aus dem Jahr 1872
- Kapelle Saint-André (19. Jahrhundert), errichtet aus Steinen eines Vorgängerbaus; mit einer gefassten Quelle (Sainte Barbe)
- Kapelle Saint-Michel aus dem Jahr 1860
- Kreuze von Bellon (16. Jahrhundert) und Le Temple (aus der Zeit der Templer)
- Kalvarienberg aus dem 20. Jahrhundert
- Schloss von Fescal (aus dem Jahr 1760)
- verschiedene Herrenhäuser (La Salle, Coëtguel und Bellon)
- Brotofen aus dem Jahr 1902 in Belon
- Wassermühlen in Coëtguel, Tilhouet und Lescuit
- Windmühle in Poulhos

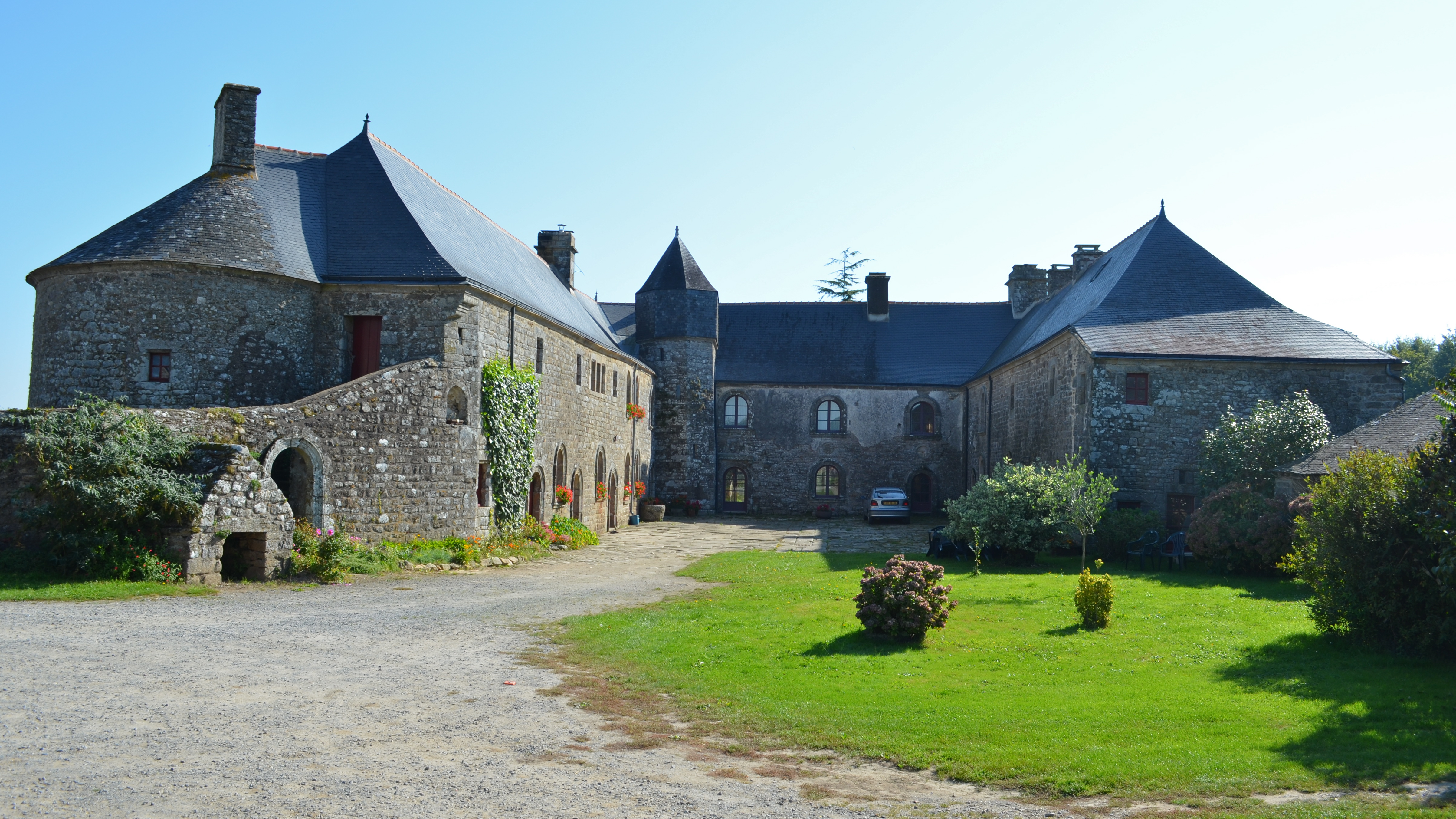
Altes Dekanat
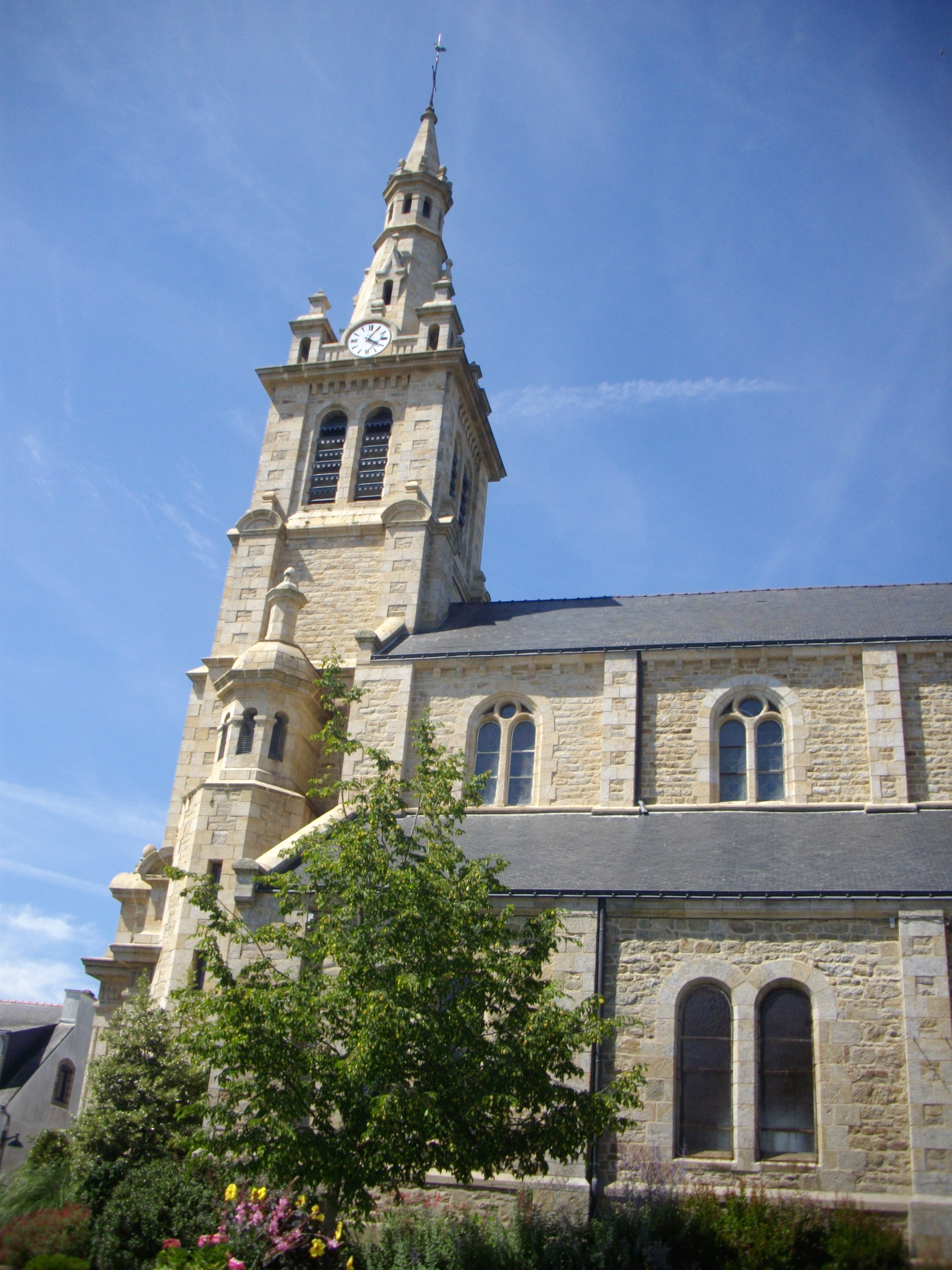
Kirche Saint-Gaudence
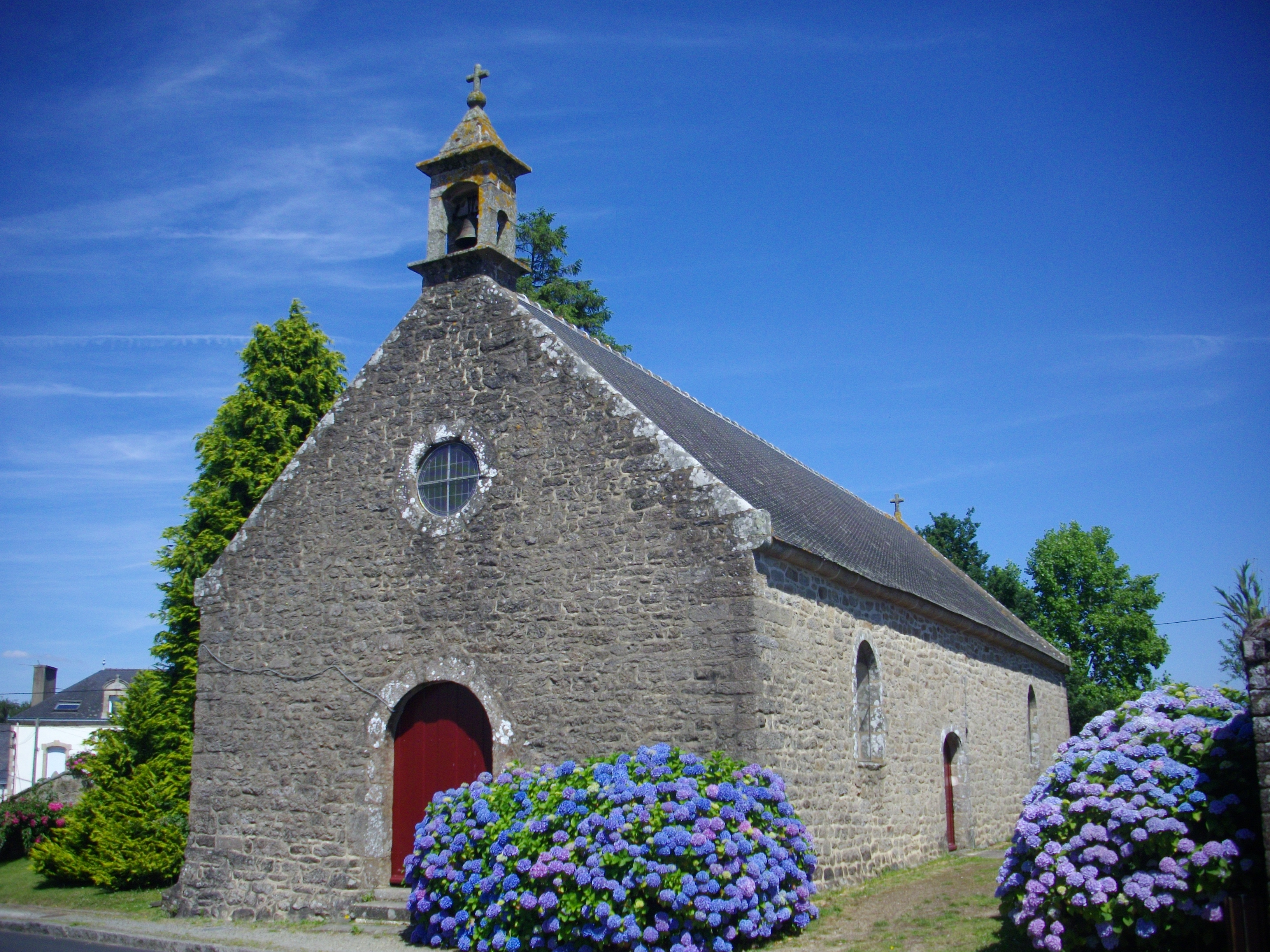
Kapelle Saint-Michel